# Liste des résolutions du Conseil de sécurité des Nations unies sur la Namibie
Cet article dresse une liste des résolutions du Conseil de sécurité des Nations unies concernant la Namibie.

## Namibie
La Namibie, en forme longue la république de Namibie (en anglais : Namibia et Republic of Namibia ; en afrikaans : Namibië et Republiek van Namibië ; en allemand : Namibia et Republik Namibia)
- Résolution 245 : question du Sud-Ouest africain (adoptée le 25 janvier 1968).
- Résolution 246 : question du Sud-Ouest africain (adoptée le 14 mars 1968).
- Résolution 264 : la situation en Namibie (adoptée le 20 mars 1969).
- Résolution 269 : la situation en Namibie (adoptée le 12 août 1969).
- Résolution 276 : la situation en Namibie (adoptée le 30 janvier 1970).
- Résolution 283 : la situation en Namibie (adoptée le 29 mai 1970).
- Résolution 284 : la situation en Namibie (adoptée le 29 mai 1970).
- Résolution 301 : la situation en Namibie (adoptée le 20 octobre 1971).
- Résolution 309 : la situation en Namibie (adoptée le 4 février 1972).
- Résolution 310 : la situation en Namibie (adoptée le 4 février 1972).
- Résolution 319 : la situation en Namibie (adoptée le 1er août 1972).
- Résolution 323 : la situation en Namibie (adoptée le 6 décembre 1972).
- Résolution 342 : la situation en Namibie (adoptée le 11 décembre 1973).
- Résolution 366 : Namibie (adoptée le 17 décembre 1974).
- Résolution 385 : Namibie (adoptée le 30 janvier 1976).
- Résolution 432 : Namibie (adoptée le 27 juillet 1978).
- Résolution 435 : Namibie (adoptée le 29 septembre 1978).
- Résolution 439 : Namibie (adoptée le 13 novembre 1978).
- Résolution 532 : Namibie (adoptée le 31 mai 1983).)
- Résolution 539 : Namibie (adoptée le 28 octobre 1983).
- Résolution 566 : Namibie (adoptée le (19 juin 1985).
- Résolution 601 : Namibie (adoptée le 30 octobre 1987).
- Résolution 629 : Namibie (adoptée le 16 janvier 1989).
- Résolution 632 : Namibie (adoptée le 16 février 1989).
- Résolution 640 : Namibie (adoptée le 29 août 1989).
- Résolution 643 : Namibie (adoptée le 31 octobre 1989).
- Résolution 652 : admission d'un nouveau membre : Namibie (adoptée le 17 avril 1990).